# Журавлёв, Дмитрий Григорьевич
Дмитрий Григорьевич Журавлёв (3 января 1926 года, село Беловодск, ныне поселок городского типа Луганской области Украины — 11 февраля 1971) — снайпер 271-го гвардейского стрелкового полка 88-й гвардейской стрелковой дивизии 8-й гвардейской армии 1-го Белорусского фронта, гвардии ефрейтор. Полный кавалер ордена Славы.

## Биография
Родился 3 января 1926 в украинской семье рабочего-шахтера.
Служил в Красной Армии с сентября 1943 года. Участник Великой Отечественной войны с сентября 1944 года.
Служил снайпером 271-го гвардейского стрелкового полка (88-я гвардейская стрелковая дивизия, 8-я гвардейская армия, 1-й Белорусский фронт). В начале октября 1944 года близ населенного пункта Цецилювка (Польша) уничтожил 13 солдат противника.
После успешного форсирования реки Варта севернее города Познань (Польша) 16 января 1945 года в составе штурмовой группы из 12 человек участвовал в бою за населенный пункт Рава-Мазовецка, в котором часть солдат гарнизона была уничтожена, остальные взяты в плен.
28 апреля 1945 года в бою в центре Берлина Дмитрий Журавлёв огнём из автомата рассеял группу вражеских солдат и вынес с поля боя раненого командира полка.
После войны был демобилизован в звании старшего сержанта.
Член КПСС с 1956 года.
В 1958 году окончил Харьковский медицинский институт. Работал главным врачом, с 1965 года — заведующим инфекционным отделением в поселке городского типа Свесса Ямпольского района Сумской области.
Скончался 11 февраля 1971 года.

## Награды
- Орден Славы 3-й степени — За образцовое выполнение заданий командования в боях с немецко-фашистскими захватчиками[1].
- Орден Славы 2-й степени — За образцовое выполнение заданий командования в боях с немецко-фашистскими захватчиками[2].
- Орден Славы 1-й степени — За образцовое выполнение заданий командования в боях с немецко-фашистскими захватчиками[3].
- Медали.

## Память
Именем Журавлёва названа улица в поселке Свесса.